# Corylopsis glabrescens
Espèce
Classification APG III (2009)
Corylopsis glabrescens est un petit arbuste de la famille des Hamamelidacées, originaire du Japon et de Corée.

## Description
Il s'agit d'un arbuste caduc ne dépassant pas 5 m de haut dans sa plus grande taille (il reste généralement plus petit).
Les feuilles de cette espèces sont glabres, particularité à l'origine de l'épithète spécifique.
Les fleurs, à pétales jaune-pâle, en grappes pédonculées de plus de 4 cm de long, portant 5 étamines (caractéristique du genre), légèrement parfumées, apparaissent avant les feuilles de mars à mai en France.
Le feuillage automnal est jaune vif, très agréable.
Les deux variétés botaniques - Corylopsis glabrescens fo. gotoana (Makino) T.Yamanaka (synonymes : Corylopsis gotoana Makino, Corylopsis glabrescens var. gotoana (Makino) T.Yamanaka) et Corylopsis glabrescens fo. pubescens (Nakai) T.Yamanaka  (synonyme : Corylopsis coreana var. pubescens Nakai) - sont maintenant préférentiellement rattachées à l'espèce Corylopsis gotoana Makino.
Des variétés horticoles ont aussi été obtenues.

## Distribution
Cette espèce originaire du Japon et de Corée est maintenant répandue dans toutes les régions tempérées.

## Utilisation
Cette plante est appréciée en arbuste d'ornement pour sa floraison en fin d'hivers, son léger parfum et son faible développement. Sa culture reste simple, avec comme principale exigence un sol acide, assez riche, mais sans contrainte sur l'ensoleillement et une bonne résistance au froid. Elle est maintenant couramment commercialisée dans quelques variétés horticoles ('Chimes', 'cholipo', 'Lemon drop'...).

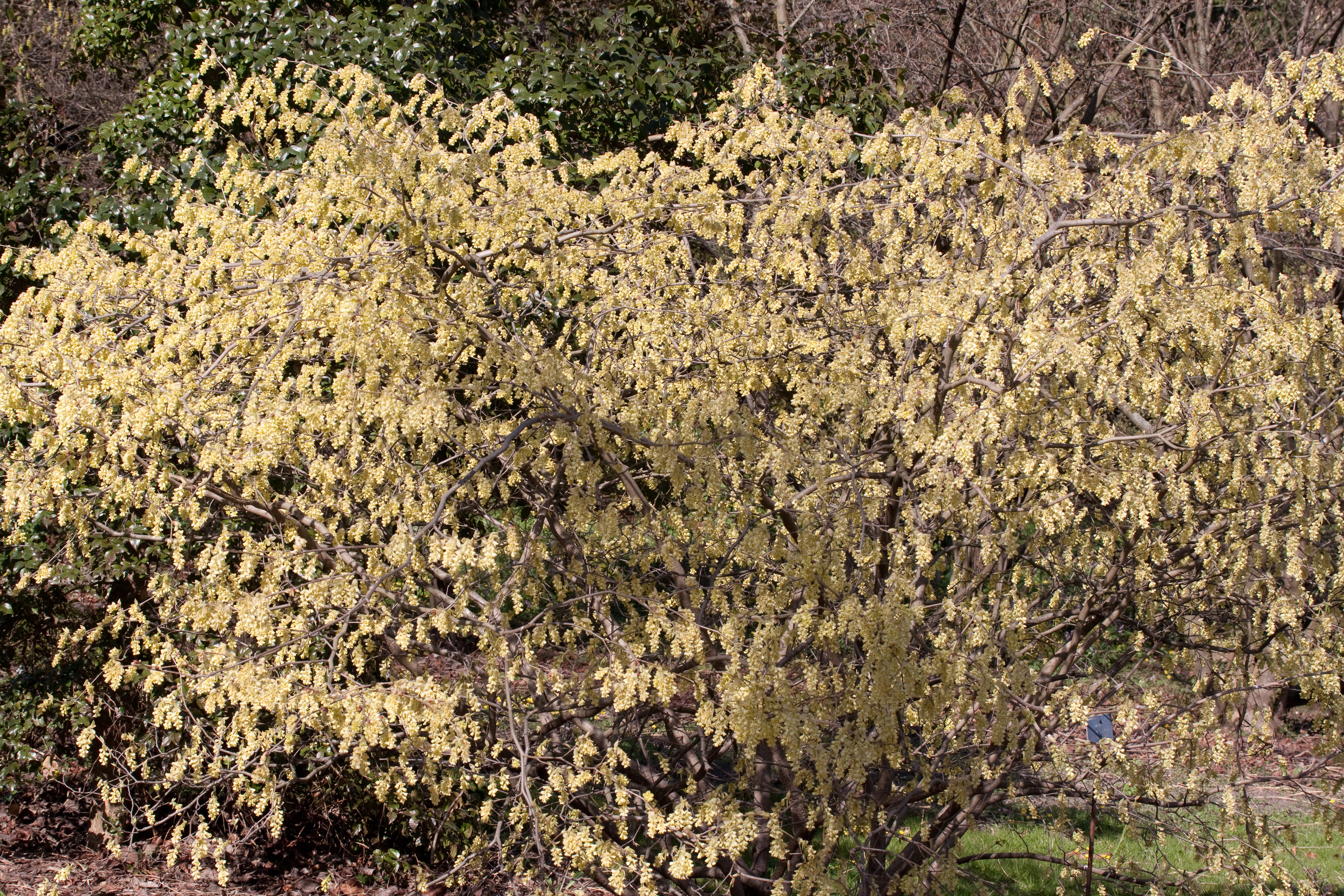
Floraison
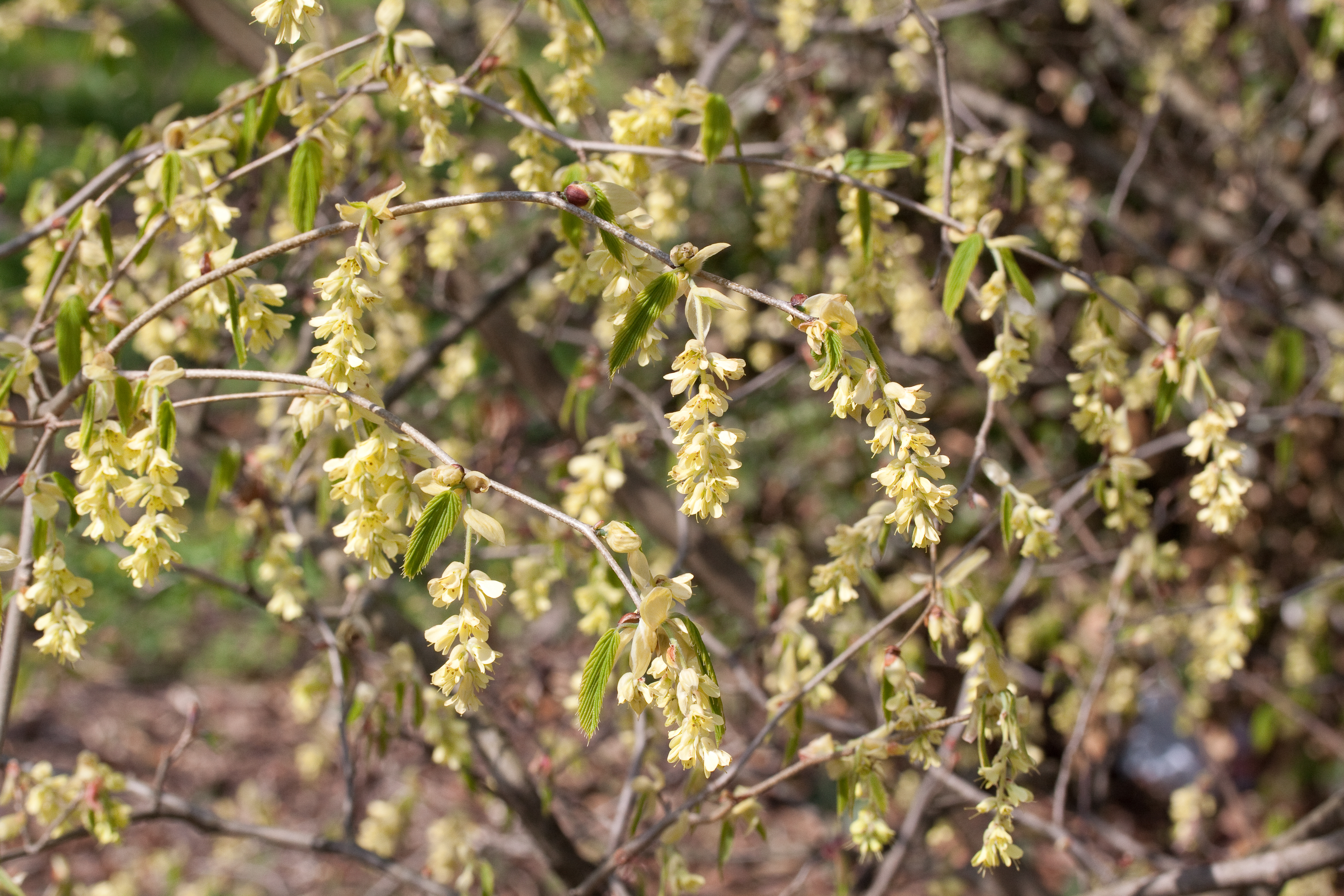
Floraison
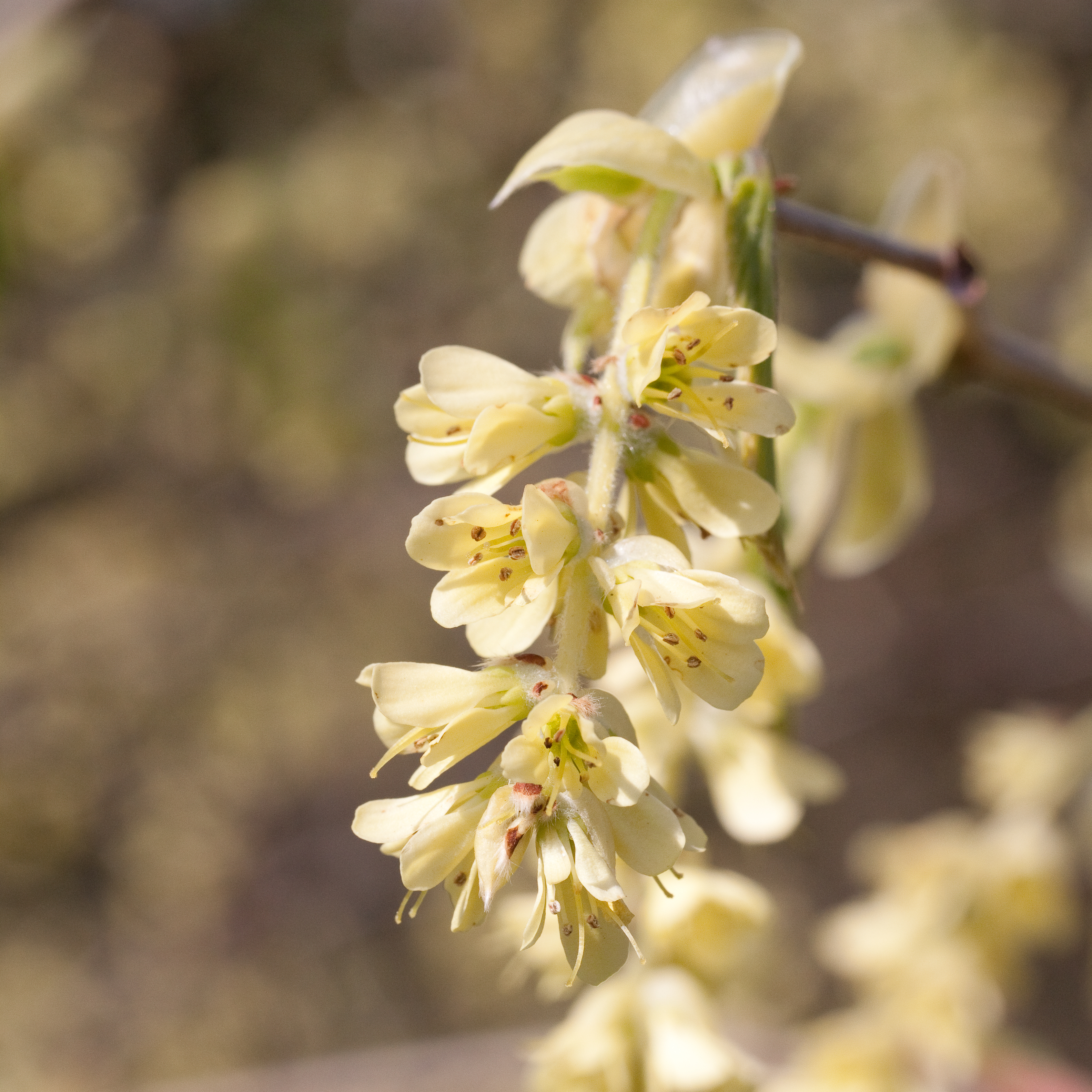
Fleurs
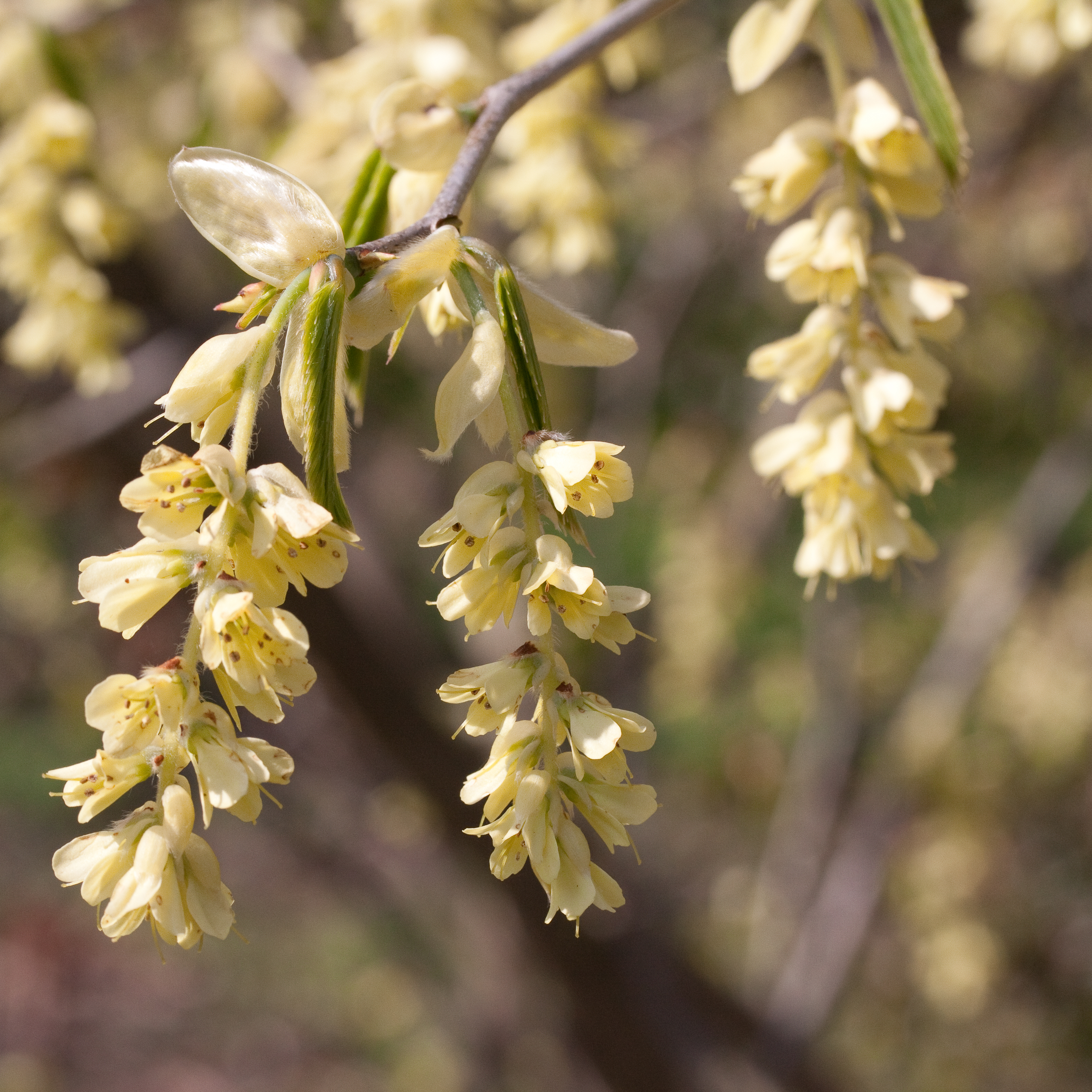
Fleurs
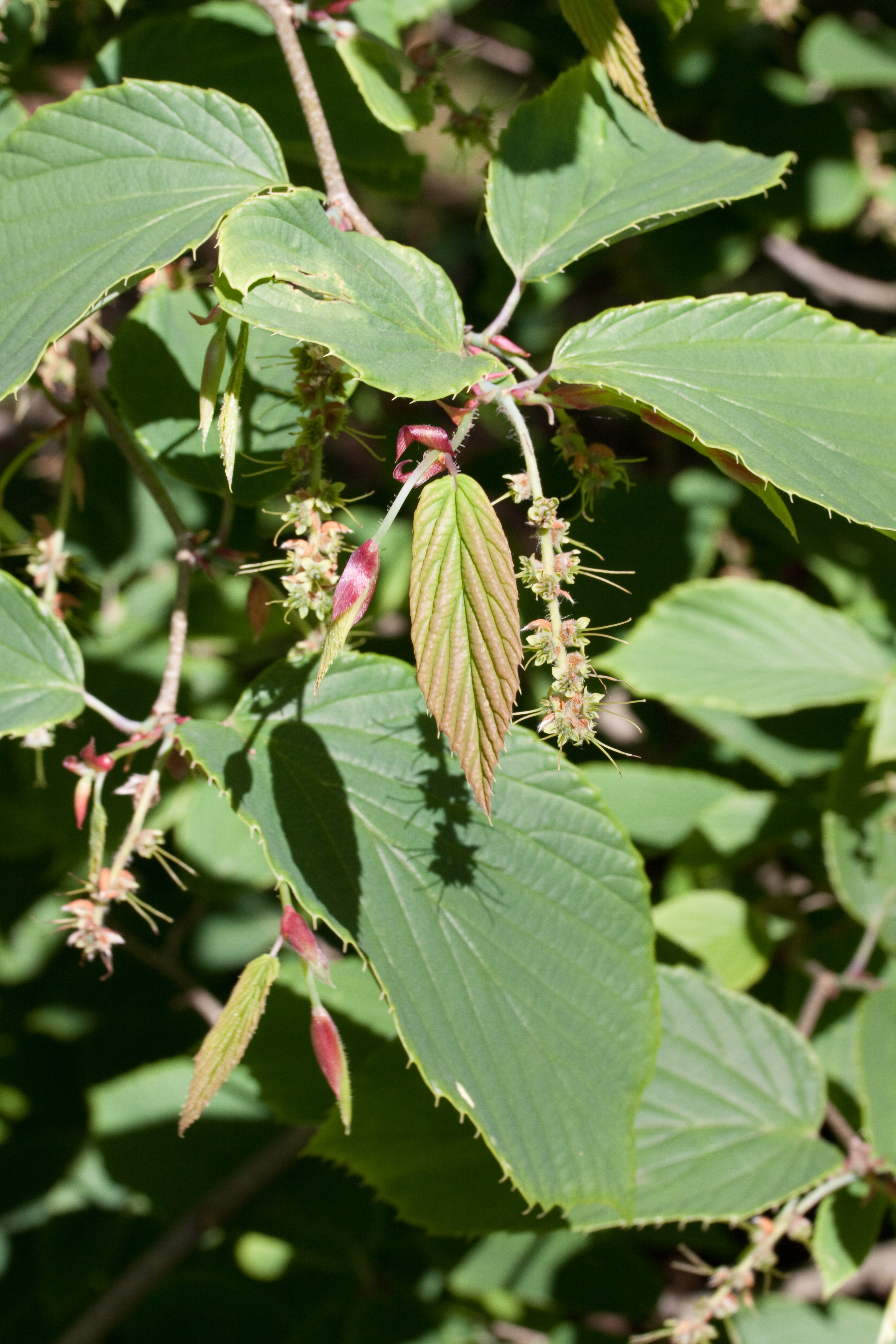
Feuillage en fin de floraison
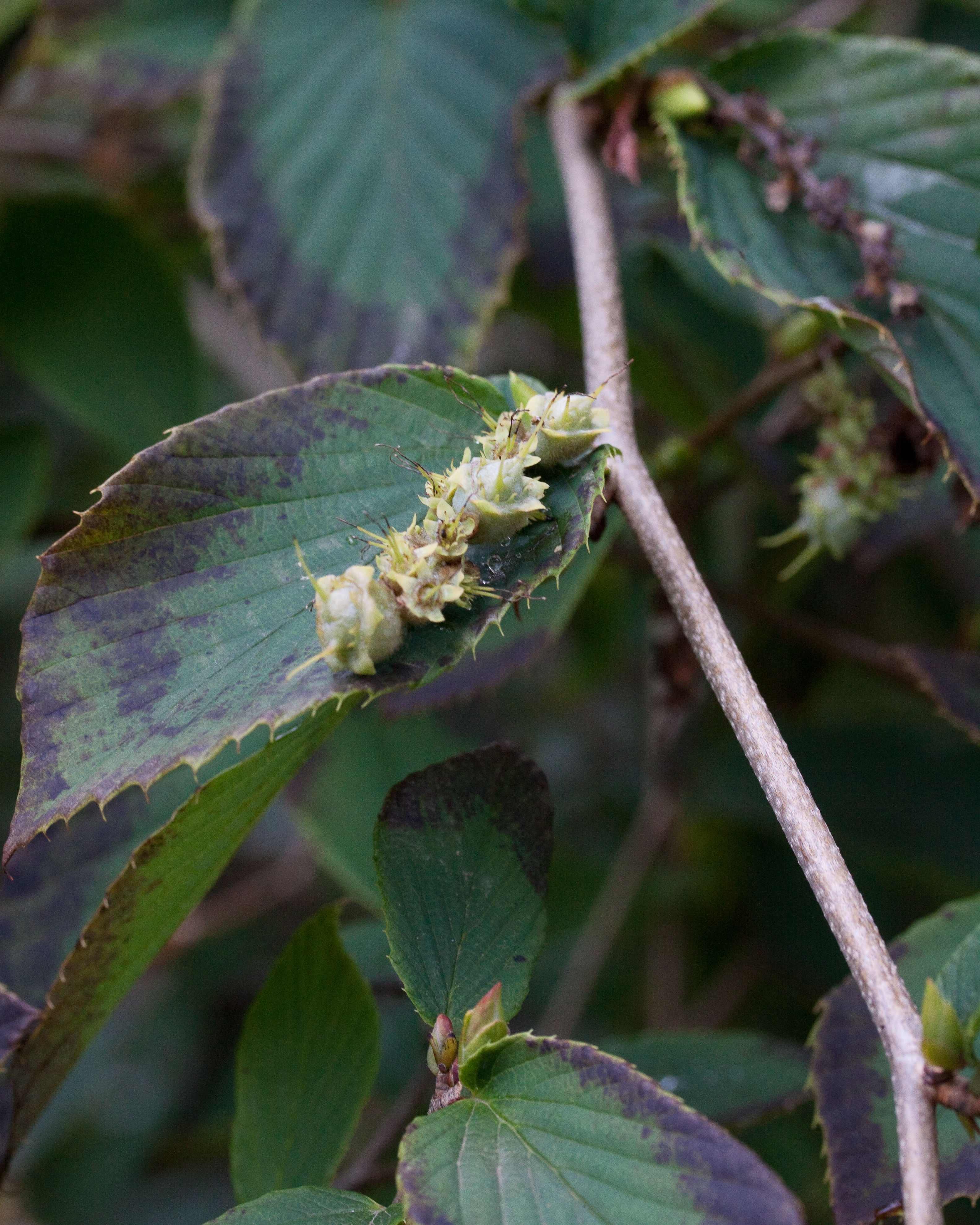
Jeunes fruits